# Gyolcs
A gyolcs régies főnévi kifejezés a finom fehér vászon anyagra.

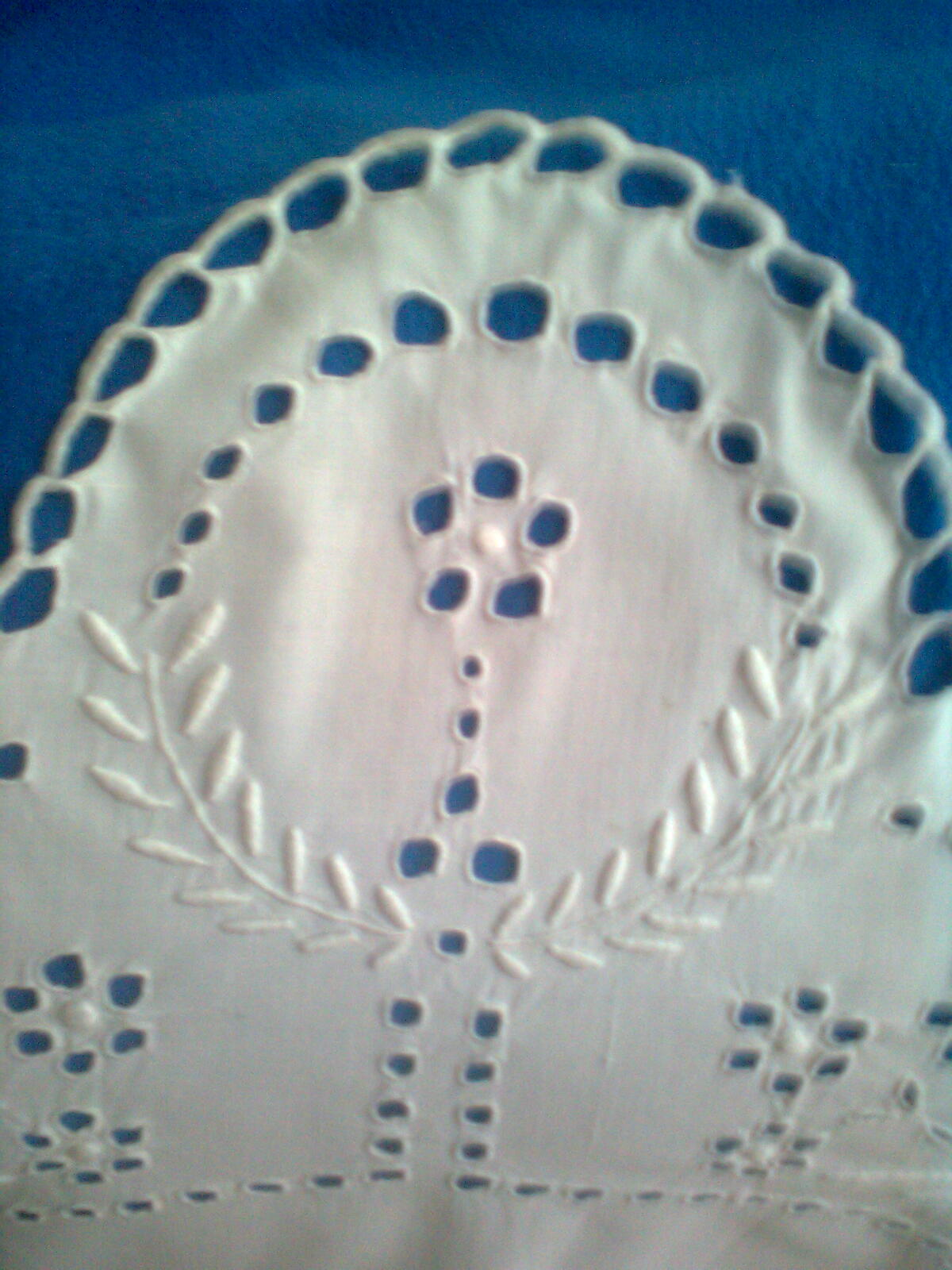
Finom, fehér vászon hímzett.

## Az anyagról általában
A finom lenvászon lenfonalból szőtt textilanyag. Időszámításunk előtt a Közel-Keleten (pl. Palesztinában, Egyiptomban) több változatát gyártották és használták. Korabeli elnevezések és magyarázatuk:
- shes - Palesztinába Egyiptomból importálták a héberül sheshként (görögül: büsszinosz) emlegetett vékony, egyiptomi import szőttest.[2]
- buc - (görögül: büsszosz) lenselyem vászon, drága nemesi köntösök és királyi ruhaneműek, templomba való díszes terítők illetve papi liturgikus öltözékek különlegesen finom anyaga.[3]
- sadin - (görögül: szindon) átlagos minőségű, napi használatra alkalmas, kevésbé finom lenvászon.
- etun- (görögül: otoné) - különlegesen értékes egyiptomi textília.

Ujabbkori elnevezés a nagyon finom lenalapanyagú textilipari kelmékre a batiszt-gyolcs, amelyet a Pallas nagylexikon is használ.

## Alapanyag
Alapanyaga a növényi eredetű lenen kívül a tengeri kagylószőrök lehettek még, amelyre a  szó asszír eredetéből következtetnek a nyelvészek.
Elsősorban a Pinna kagyló félék növesztenek héjukon megtapadást segítő, ragadós, puha szálakat. Ezek levegővel érintkezve kiszikkadnak és erős fonásra, szövésre alkalmas fonallá keményednek.

## Használat
Az Ószövetségben minden ruhanemű, háztartásban használatos terítő és ágynemű finom lenvászonból készült. Már akkoriban is ismerték a Kínából behozott pamut árukat, amelyek drága mivoltuk miatt (pl. a fuvarozási költségek, karavánok költségei) nem tudták kiszorítani a helyi gyolcstermékeket. Magyarországon "főként a fehérnemű (alsó ing, alsó nadrág, alsó szoknya, törülköző, zsebkendő, ágynemű, kórházi fehérneműk)"  készült gyolcsból, finom lenvászonból.

## Érdekesség
- Törvény tiltotta az ókorban a kevert textilanyagok használatát és viselését.[6]
- Plutarkhosz - görög életrajzíró szerint még az élősdieket is távol tartotta a jó minőségű gyolcs, amely a trópusi melegben a legkellemesebb viselet volt.
- A fáraó a finom lenvászon viselését megtiltotta - büntetésként - a fogságban tartott zsidóknak.[7]
- A höveji hímzés mindig lenge alapanyagra készül, az eredeti alapanyag gyolcs volt (pl. fejkendők).[8]  A batisztot (v. batiszt-gyolcsot) vastagnak tartják az organzához, grenadinhoz képest.[9]